# Guangkai
Guangkai (kinesiska: 广开, 广开街道) är ett stadsdelsdistrikt i Kina. Det ligger i storstadsområdet Tianjin, i den norra delen av landet, nära eller i stadens centrum. Antalet invånare är 73 299. Befolkningen består av 36 577 kvinnor och 36 722 män. Barn under 15 år utgör 9,0 %, vuxna 15-64 år 80 %, och äldre över 65 år 10,0 %.